# Математична візуалізація

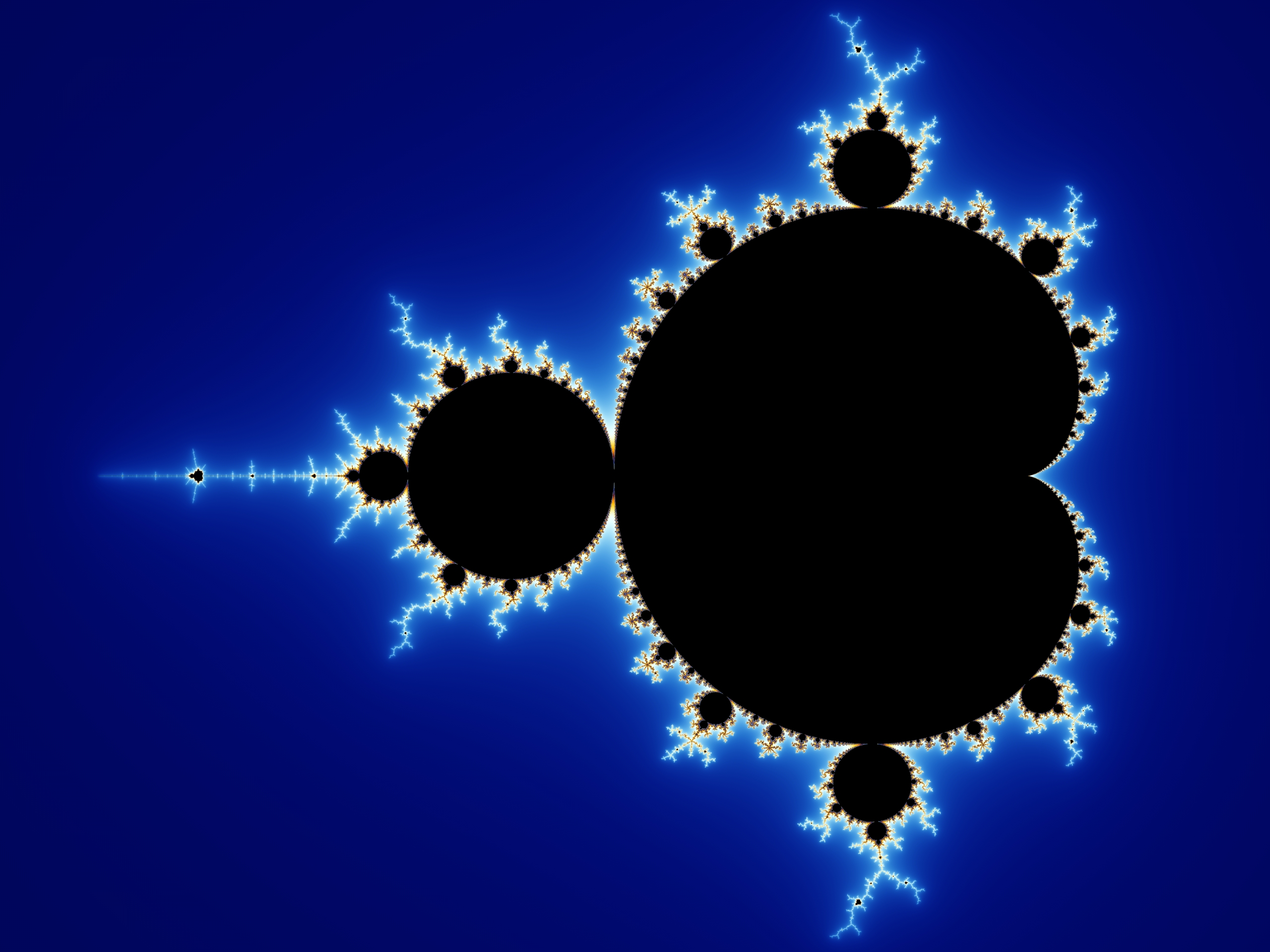
Множина Мандельброта є одним з найвідоміших прикладів математичної візуалізації.

Математична візуалізація — це напрямок математики, який дозволяє зрозуміти та дослідити математичні явища за допомогою їх унаочнення. Класичний підхід передбачає створення двовимірних малюнків або побудови тривимірних моделей (зокрема, гіпсових моделей в 19 і на початку 20 століття), тоді як в наш час використовуються комп'ютери для створення статичних дво- або тривимірних малюнків, анімацій або інтерактивних програм. Створення програм для математичного унаочнення є одним з напрямків обчислювальної геометрії.

## Програми
Математична візуалізація застосовується у всій математиці, особливо в галузі геометрії й аналізу. Важливими прикладами є криві на площині та у просторі, багатогранники, звичайні диференціальні рівняння, диференціальні рівняння з частинними похідними (особливо числові рішення, як у динаміці рідини або ж мінімальних поверхнях, таких як мильні плівки), конформні відображення, фрактали та хаос.

## Приклади

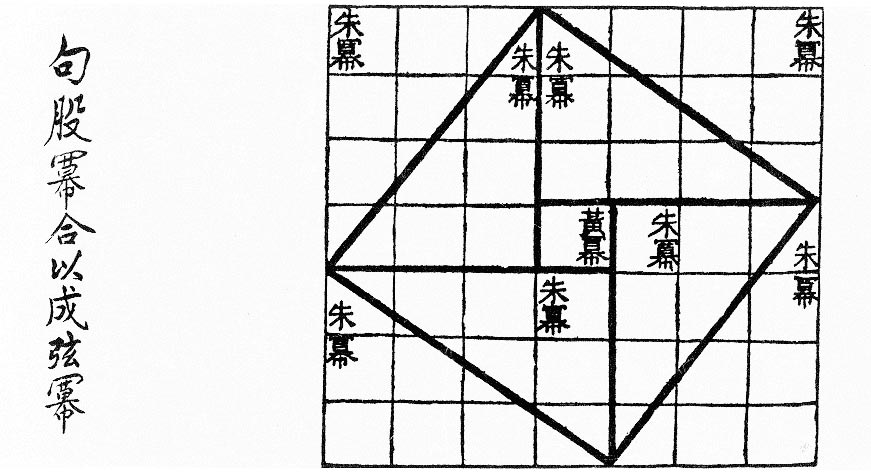
Доведення без слів теореми Піфагора в тексті Чжоубі Суньцзіня.

- Доведення без слів відомі ще з античності, як в доведенні теореми Піфагора, так і в доведенні, знайдені в китайському тексті Чжоубі Суньцзіня, який датується з 1046 року до н. е. по 256 рік до н. е.
- Діагональна поверхня Клебша демонструє 27 прямих на кубічній поверхні.

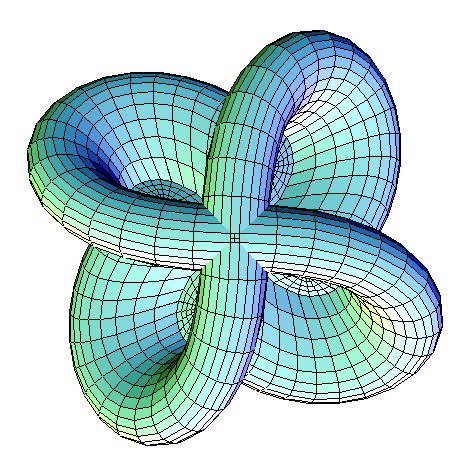
Поверхня Моріна — це серединний етап вивертання сфери за парадоксом Смейла.

- Вивертання сфери — сфера може бути вивернена назовні в тривимірному просторі, якщо їй дозволено перетинати саму себе, але без перегинів — це було разючим і контр-інтуїтивним результатом, спочатку доведеним абстрактними засобами, а вже згодом продемонстрованим графічно, спочатку на малюнках, й пізніше у комп'ютерній анімації.

На обкладинках журналу Notices of the American Mathematical Society регулярно розташовуються різноманітні математичні візуалізації.

## Додаткові посилання
- Віртуальний музей математики [Архівовано 9 квітня 2019 у Wayback Machine.]